# Župnija Tunjice
Župnija Tunjice je rimskokatoliška teritorialna župnija dekanije Kamnik nadškofije Ljubljana.